# Восток (Смоленская область)
Восток — деревня в Вяземском районе Смоленской области России. Входит в состав Кайдаковского сельского поселения. Население — 25 жителей (2007).
Расположена в восточной части области в 14 км к юго-западу от Вязьмы, в 8 км западнее автодороги Р132 Вязьма — Калуга — Тула — Рязань, на берегу реки Средней. В 10 км восточнее деревни расположена железнодорожная станция Лосьмино на линии Вязьма — Занозная.

## История
В деревне располагалась усадьба Покров (Серединское, Покровское, Кобылинское, Среднее) — вотчина Сафоновых, известная с XVII века.
В середине XVIII века усадьбой владел A. M. Сафонов, в 1770-х годах — майор Г. Н. Савин, 1880-х годах — В. П. Смирнов, а в начале XX века до 1917 года — жена коллежского советника А. А. Дурова.
В годы Великой Отечественной войны деревня была оккупирована гитлеровскими войсками в октябре 1941 года, освобождена в марте 1943 года.